# Nawabganj
Pour le district, voir Nawabganj (district).
Nawabganj est une ville du Bangladesh ayant en 2011 une population de 180 731 habitants.